# Срібний В'ячеслав Вікторович
В'ячесла́в Ві́кторович Срі́бний, справжнє прізвище Срібницький (17 вересня 1911, Мигія — 19 жовтня 1998, Калуга) — український радянський письменник.

## Життєпис
В'ячеслав Вікторович Срібницький народився 17 вересня 1911 року в селі Мигія, нині Первомайського району Миколаївської області в родині шкільного учителя.
Після закінчення школи переїхав до Харкова, де працював на паровозобудівному заводі токарем. Вищу освіту здобув у Харківському механіко-машинобудівному інституті. По закінченні інституту повернувся на рідний завод інженером-конструктором. Брав активну участь у виданні заводської «Літературної газети» та журналу «Новий цех» — писав нариси та замальовки про заводчан. З початком німецько-радянської війни завод було евакуйовано на Урал, де було налагоджено випуск танків «Т-34».
З липня 1943 року і до кінця війни — відповідальний представник Наркомату танкової промисловості СРСР при УК бронетанкових і механізованих військ 1-го Українського фронту, очолював групу інспекторів промисловості.
Після демобілізації обрав роботу в журналістиці. Тривалий час працював у редакції обласної газети «Зоря Полтавщини», де написав свій перший роман «Сосни на камені» про повоєнні будні робітничого колективу. Роман був виданий у видавництві «Радянський письменник» у 1958 році і отримав схвальні відгуки критиків. Згодом зайнявся виключно письменницькою справою.

## Нагороди
Нагороджений орденами Вітчизняної війни 1-го (14.04.1945) та 2-го (11.03.1985) ступенів і медалями.

## Твори
- «Сосни на камені» (роман, - Київ, Радянський письменник, 1958)
- «Людина залишилась жити» (збірка оповідань, 1958)
- «Ти потрібний людям» (збірка оповідань, - Харків, Прапор, 1970)
- «Останній літак» (збірка оповідань, - Київ, Радянський письменник, 1976).